# Bombardeo del Aeródromo de Cenia
El Bombardeo del Aeródromo de Cenia fue un ataque aéreo llevado a cabo por la Aviación republicana contra la base de la Legión Cóndor de la localidad tarraconense de Cenia, en el contexto de la guerra civil española.

## Contexto general
Después del comienzo de la Guerra Civil, en 1937 la Fuerza aérea republicana construyó un campo de aviación militar en la partida de els Plans de la localidad tarraconense de la Cenia. El 14 de abril de 1938 las tropas franquistas entraron en la población, tras la Ofensiva de Aragón. Tras esto, los operarios y efectivos de Legión Cóndor alemana se instalaron en el campo de aviación, que se convirtió en su más importante base de operaciones durante aquel año. Durante el verano el aeródromo tuvo una gran actividad, al realizar los alemanes numerosas operaciones en la Campaña de Levante y la Batalla del Ebro. 
Incluso, en el mes de junio una escuadrilla de bombarderos republicanos llegó a atacar el campo de aviación, aunque la operación terminó en un gran fracaso. El ataque terminó con varios aviones derribados o gravemente dañados, sin haber logrado sus objetivos.

## El ataque
A principios de diciembre se volvió a preparar un bombardeo de Cenia, donde la Legión Cóndor había concentrado toda su aviación de caza y gran número de bombarderos en previsión a la próxima Ofensiva sobre Cataluña. El ataque lo realizaron 12 Katiuskas (nueve de la 4ª escuadrilla, de Celrá, y tres de la 2ª, de Bañolas), todos ellos bajo el mando de Leocadio Mendiola. El alto mando de las Fuerzas aéreas republicanas en principio se negó a autorizar este ataque, dadas las condiciones defensivas del aeródromo y en vistas del anterior fracaso en el mes de junio. Sin embargo, el jefe de Estado Mayor de la aviación, el general Hidalgo de Cisneros, llamó a Mendiola y le dijo:

No le autorizo, pero lo tolero para su satisfacción y sus fervientes deseos.

La mañana del 16 de diciembre, a pesar del mal tiempo imperante, los aviones republicanos atacaron el aeródromo en medio de una completa sorpresa para los alemanes. Como resultado del ataque, fueron destruidos siete Bf 109 que se encontraban estacionados en tierra, así como graves daños en la pista de vuelo. Pero este éxito tuvo un precio para los republicanos: La artillería antiaérea alemana se cobró 2 aviones "Katiuska" y 4 hombres resultaron muertos. Aun así, constituyó uno de los ataques más audaces de la Aviación republicana y, especialmente, de Leocadio Mendiola, que en recompensa por esta acción sería ascendido a teniente coronel.